# Ван Овербек, Элвиу
Элвиу ван Овербек (порт. Elvio van Overbeek; род. 11 января 1994, Донген, Северный Брабант) — ангольско-нидерландский футболист, который играл на позиции полузащитника в футбольном клубе «Стедоко».

## Биография
Родился в Буко-Зау, Кабинда, Ангола. 3 августа 2013 года дебютировал на профессиональном уровне в составе «Йонг ПСВ» во втором дивизионе против роттердамской «Спарты».
6 августа 2019 года подписал контракт с североирландским футбольным клубом «Гленторан». Проведя там один сезон, в октябре 2020 года вернулся в Нидерланды, чтобы подписать контракт с клубом третьего дивизиона «Де Трефферс». Однако из-за перерыва в чемпионате из-за COVID-19 он так и не сыграл за этот клуб. В октябре 2021 года присоединился к «Козаккен Бойз». Его дебют за клуб состоялся 30 октября 2021 года в матче второго дивизиона против ТЕК, завершившемся поражением со счётом 2:1.